# Baltasar de Montpalau i Ferrer
Baltasar de Montpalau i Ferrer   (València, c. 1578 - València, 1638) fou un noble valencià, cavaller de l'Orde de Calatrava, I comte de Xestalgar, titular de la baronia de Sot de Xera, del lloc de Sanç i de la Torre d'en Lloris.
Membre d'una important nissaga nobiliària valenciana, en Baltasar de Montpalau i Ferrer heretà la baronia de Xestalgar i altres possessions l'any 1606, a la mort del seu progenitor, Gaspar de Montpalau. Igual que la majoria dels senyors territorials del regne de València, s'oposà fermament a les disposicions del Duc de Lerma favorables a l'expulsió dels moriscos per la pèrdua de mà d'obra i de renda que suposava l'aplicació de la mesura. Es va veure obligat després a repoblar els seus dominis, atorgant document oficial de nova població per a la seua baronia de Xestalgar el 30 de maig de 1611.
Amb Felip IV de Castella, però, en Baltasar era un dels nobles valencians més actius i influents políticament, de manera que va participar en les sessions de les Corts de Montsó (1626), on prengué partit pel Comte-Duc d'Olivares donant suport al seu projecte d'Unió d'Armes, raó per la qual, el 8 de maig de 1626, Felip IV va decidir atorgar a en Baltasar el títol de comte, junt amb altres cinc nobles valencians que s'inclinaren al seu favor. En efecte, el 20 de febrer de 1628, una pragmàtica reial creava el Comtat de Xestalgar i confirmava oficialment en Baltasar de Montpalau com a I comte. Va contribuir a la formació de diferents companyies de soldats de lleva per a les guerres exteriors de la Monarquia Hispànica, sobretot durant els anys posteriors a 1630.
A la seua mort, el 25 d'agost del 1638, va ser succeït pel seu fill mascle, en Gaspar de Montpalau i Mussefi (1638-1664).